# Tetrapterys ambigua
Tetrapterys ambigua là một loài thực vật có hoa trong họ Malpighiaceae. Loài này được (A.Juss.) Nied. miêu tả khoa học đầu tiên năm 1928.